# 동아시아 4대학 포럼
동아시아 4대학 포럼은 동아시아 대표 대학교의 포럼이다.—베이징 대학교, 서울 대학교, 도쿄 대학교와 베트남(Vietnam)의 하노이 국립대학교—가 모여서 대학교 교육과 기초교육 그리고 교육 문화의 현재 상태와 미래 방향을 토론한다. 

## 회의
| 회     | 년     | 개최지（대학）           | 테마                                                                |
| ------ | ------ | ------------------------ | ------------------------------------------------------------------- |
| 제1회  | 1999년 | 도쿄 대학                | 새로운 교양교육의 이념을 추구하며 - 아시아의 고등교육의 교양 재구축 |
| 제2회  | 2000년 | 베이징 대학교            | 동아시아의 서양문화수용의 경험 대학간 공통교양 교육의 가능성        |
| 제3회  | 2001년 | 베트남 국립대학교 하노이 | 대학교의 동아시아적 가치 4대학의 커리큘럼 연구                      |
| 제4회  | 2002년 | 서울대학교               | 사회의 동아시아적 가치 - 과거, 현재, 미래                           |
| 제5회  | 2003년 | 도쿄 대학                | 또하나의 눈으로 본 동아시아                                         |
| 제6회  | 2004년 | 베이징 대학교            | 대학교육과 동아시아의 문화 문명 발전의 전개                         |
| 제7회  | 2005년 | 서울대학교               | 동아시아의 지속적인 발전 4 대학의 역할                              |
| 제8회  | 2006년 | 베트남 국립대학교 하노이 | 대학교육의 역할과 문화적 다양성 대학교육의 역할과 유지력            |
| 제9회  | 2007년 | 도쿄 대학                | 문화의 다양성과 환경 교육                                           |
| 제10회 | 2008년 | 베이징 대학교            | 동아시아 동반자관계-경제문화관계-                                   |

## 같이 보기
- 베세토